# Мария Харальдсдоттир
Мария Харальдсдоттир (норв. Maria Haraldsdatter; ок. 1046—25 сентября 1066) — норвежская принцесса, дочь короля Харальда III Сурового и Елизаветы Ярославны, невеста хёвдинга Ойстена Орре.
В своде скандинавских саг «Круг земной» сообщается, что король Харальд собирался выдать Марию замуж за своего соратника Ойстена Орре, брата своей второй жены Торы Торбергсдоттир, с которым отправился покорять Англию в 1066 году. Мария вместе с матерью и сестрой сопровождала их часть пути, но потом женщины остались их ждать на Оркнейских островах. И Харальд, и Ойстен погибли в битве при Стамфорд-Бридже. По неизвестному стечению обстоятельств, она «внезапно умерла в тот самый день и в тот самый час, когда пал её отец, Харальд конунг».
Она была первой норвежкой, которая носила имя Мария.